# مدی کیوزاک
مدی کیوزاک (انگلیسی: Maddy Cusack; ۲۸ اکتبر ۱۹۹۵ – ۲۰ سپتامبر ۲۰۲۳) بازیکن فوتبال اهل انگلستان بود که در پست هافبک بازی می‌کرد.
کیوزاک در سپتامبر ۲۰۲۳ بر اثر خودکشی درگذشت. در ژانویه ۲۰۲۴، اتحادیه فوتبال انگلیس پس از گزارش‌های متعدد مبنی بر فساد و تخلفات مدیر باشگاه کیوزاک، تحقیقات رسمی درباره مرگ او را آغاز کرد.
وی همچنین در تیم ملی فوتبال زیر ۱۹ سال زنان انگلستان بازی کرده است.